# Храм великомученика Дмитрия Солунского (Канаши)
Храм Святого Великомученика Димитрия Солунского — храм, построенный в честь Святого Великомученика Димитрия Солунского в селе Канаши Канашского сельсовета Шадринского района Курганской области.

## История
В начале XVIII столетия в селе был построен деревянный храм в честь святого великомученика Димитрия Солунского. В состав прихода входила также и деревня Мальцева.

### XIX—XX века
В 1801 году взамен обветшавшей церкви заложили новый двухэтажный каменный храм. В 1805 году был освящен престол в нижнем этаже во имя великомученика Димитрия Солунского, а в 1814 году — в верхнем, во имя Иоанна и Прокопия Велико-Устюжских Чудотворцев. В 1876 году с южной стороны здания заложили придел. Верхний престол придельного храма был во имя святого Александра Невского, а нижний — святого Серапиона, архиепископа Новгородского; освящение обоих престолов состоялось в 1878 году. В 1882 году заложен ещё один двухэтажный придел с северной стороны. Нижний престол был в честь Собора Пресвятой Богородицы, а верхний в честь Воздвижения Честного и Животворящего Креста Господня. Освящение обоих храмов северного придела состоялось в 1885 году. Иконостас среднего храма в верхнем этаже отличался высотой, и в нём насчитывалось семь ярусов.
Кроме здания храма, на церковной территории также размещались три дома для причта (священнослужителей), а на северо-западном и юго-западном углах ограды — каменные флигели, в одном из них была церковная кладовая, а в другом действовало первое отделение земской школы.
К началу XX века численность населения в приходе составляла 1481 душ мужского пола и 1570 женского, кроме того, раскольников разных толков насчитывалось 399 мужчин и 438 женщин.
В годы Советской власти церковь была закрыта, здание храма не сохранилось.

### XXI век
До 2013 года местные прихожане для отправления религиозных нужд собирались в молельной комнате. Затем было принято решение о строительстве новой церкви. 
Под здание храма был перестроен бывший склад на территории ковроткацкой фабрики. Один пролёт здания демонтировали, восстановили стены. Двухкупольное здание церкви размером 18 на 12 метров с колокольней над западным фасадом, одновременно может принять около 150 человек. Работы выполнило Муниципальное унитарное «Канашинское ремонтно-строительное предприятие» (МУ Канашинское РСП), руководитель Вячеслав Александрович Воложанин.
Открыли для прихожан новую церковь в апреле 2015 года, а 25 июня 2016 года, в День обретения мощей и второго прославления благоверной великой княгини Анны Кашинской, состоялось его освящение в честь святого великомученика Димитрия Солунского.
16 апреля 2014 года храм в селе Канаши украсил новый купол. Он был сделан за счёт пожертвований жителей села. При вознесении купола на храм присутствовали современный настоятель храма отец Владимир, глава администрации Шадринского района Владимир Осокин.
10 января 2015 года, в субботу по Рождестве Христовом, Архиепископ Курганский и Шадринский Константин (Горянов) посетил село Канаши Шадринского района, где совершил праздничный молебен в строящемся храме в честь святого Великомученика Дмитрия Солунского.
Освящена церковь великим чином 25 июня 2016 года.

## Настоятели
- протоиерей Владимир Карелин